# Крайстчърч, Дорсет
 Тази статия е за град Крайстчърч в Дорсет, Англия.  За града в Нова Зеландия вижте Крайстчърч.  
Крайстчърч (на английски: Christchurch) е крайбрежен град в югоизточната част на област (графство) Дорсет, регион Югозападна Англия. Той е част от урбанизираната територия – наричана агломерация Борнмът. В административно отношение, самият град е самостоятелна община, една от осемте общини в рамките на графството. Населението на града към 2010 година е 47 300 жители.
Крайстчърч е основан през 7 век под името Туинхам (Twynham) в района на сливането на реките Ейвън и Стоур и общото им устие към английския канал Ла Манш. Настоящото си име получава при изграждането на абатство в селището към 1094 година. Постепенно градът се развива като важно търговско пристанище. През 18 – 19 век, процъфтява контрабандата на стоки и хора, което се превръща в най-доходоносния промишлен отрасъл в района. По време на втората световна война, градът е солидно укрепен, като предпазна мярка срещу очаквана инвазия.
Прилежащият залив, плажовете, природните резервати и културно-историческото наследство в архитектурата, превръщат Крайстчърч в популярна туристическа дестинация, привличаща около 1,5 милиона посетители ежегодно. Сред основните забележителности са старинният градски център с множество красиви сгради, руините на норманския замък от 10 – 11 век, средновековната църква „Света Троица“, която е част от старото абатство, имението „Хайклиф Касъл“ с красивите градини и дворец построен в периода 1831 – 1835 година.
На няколко километра североизточно от града се намира международното летище „Борнмът“.

## География
Крайстчърч се намира в крайната югоизточна част на графство Дорсет, по крайбрежието към т.нар. „Английски канал“ по известен като Ла Манш. Границата с графство Хемпшър преминава в непосредствена близост покрай източните и североизточните части на града. Градският център е разположен между реките Стоур и Ейвън, в района на тяхното сливане и вливането им чрез общ естуар в залива Крайстчърч.
В западно направление отвъд река Стоур, градската структура на Крайстчърч се слива почти напълно с най-големия град в графството Борнмът, който от своя страна се слива на запад с втория по големина град Пул. В източно направление през границата с Хампшър, Крайстчърч се слива със селото Бартън он Сий. Така получената обща крайбрежна урбанизирана линия, заедно с прилежащите населени места разположени в непосредствена близост в северна посока, образуват една от 20-те най-населени агломерации в Обединеното кралство с население от близо 400 000 жители. Като название територията е наричана с имената „Агломерация Югоизточен Дорсет“ или „Агломерация Борнмът-Пул“ или само „Агломерация Борнмът“.
В административно отношение, бидейки обособен като град-община в състава на графството, общинската територия на Крайстчърч се простира и малко извън градските граници заемайки обща площ от 50.4 квадратни километра, обхващайки в северна и североизточна посока прилежащите села Бъртън и Хърн. До последното от тях е разположено летище „Борнмът“.

## Население
С население от 47 300 жители към 2010 година, Крайстчърч е четвъртият по големина град в графство Дорсет.
| Населението на Крайстчърч за периода 1801 – 2010 година |      |        |        |        |        |        |        |        |        |        |        |
| година                                                  | 1801 | 1811   | 1821   | 1831   | 1841   | 1851   | 1861   | 1871   | 1881   | 1891   | 1901   |
| население                                               | 265  | 230    | 317    | 359    | 1317   | 1332   | 3460   | 5589   | 7717   | 14 686 | 11 155 |
| година                                                  | 1911 | 1921   | 1931   | 1941   | 1951   | 1961   | 1971   | 1981   | 1991   | 2001   | 2010   |
| население                                               | 8496 | 11 572 | 15 773 | 18 828 | 22 475 | 27 549 | 33 768 | 37 285 | 41 240 | 44 869 | 47 300 |
| Census: 1801 – 2001                                     |      |        |        |        |        |        |        |        |        |        |        |

## Райониране
Крайстчърч е разделен на 11 района (квартали, предградия). Два от тях обхващат територии северно от същинския град и включват селата Бъртън и Хърн.
Райони (квартали) на града (общината):
| район                      | на английски                  | население (2001) |
| -------------------------- | ----------------------------- | ---------------- |
| Бъртън и Унктън            | Burton and Winkton            | 4189             |
| Грейндж                    | Grange                        | 4715             |
| Хайклиф                    | Highcliff                     | 3139             |
| Джъмпърс                   | Jumpers                       | 3900             |
| Мъдфорд и Фреърс Клиф      | Mudeford and Friars Cliff     | 4932             |
| Северен Хайклиф и Уолкфорд | North Highcliffe and Walkford | 3446             |
| Портфийлд                  | Portfield                     | 4041             |
| Пюъруел и Станпит          | Purewell and Stanpit          | 4069             |
| Сейнт Катринс и Хърн       | St Catherine`s and Hurn       | 3476             |
| Градски център             | Town Centre                   | 3622             |
| Западен Хайклиф            | West Highcliffe               | 5336             |